# Куп
Куп (на полски: Kup) е село в южна Полша, Ополско войводство, Ополски окръг, община Велки Добжен. Според Полската статистическа служба към 31 декември 2009 г. има 1182 жители.

## Местоположение
Селото се намира в географския макрорегион Силезка равнина, който е част от Централноевропейската равнина. Разположено е край републикански път 454 и републикански път 461, на 5 km североизточно от общинския център Велки Добжен.

## Забележителности
В Регистърът на недвижимите паметници на Националния институт за наследството са вписани:
- Църква „Св. Георги“ от 1897 г.
- Църква „Дева Мария на Постоянна Подкрепа“ от 1894 г.
- Римокатолическата гробище от 1899 г.
- Евангелска гробище от 1857 г.

## Спорт
- В селото функционира футболен отбор ЛЗС Куп.